# Карамболь

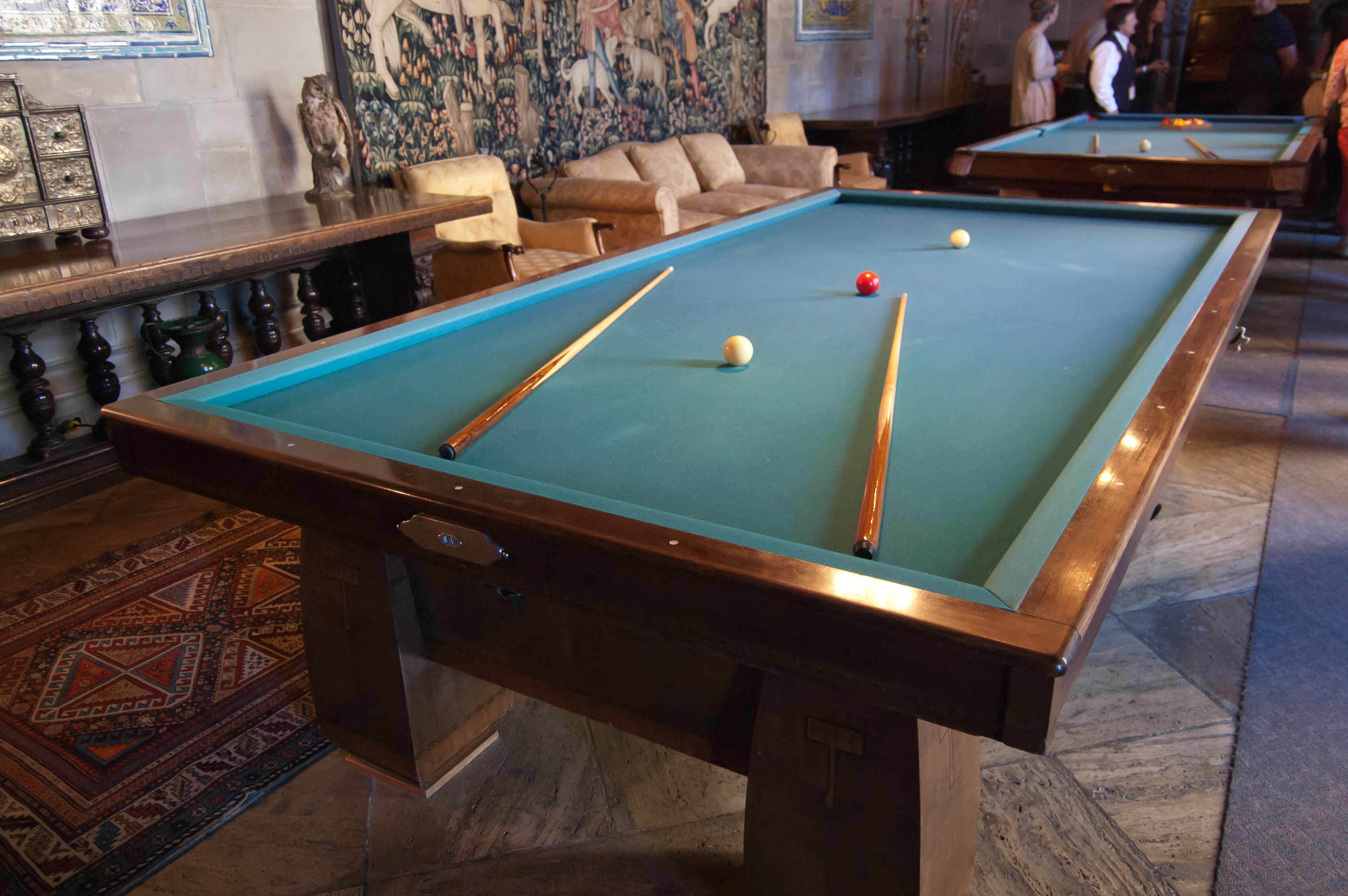
Карамбольний більярдний стіл (не має луз) та три більярдні кулі (біла, жовта, червона)

Карамболь — різновид більярду, а також назва удару, при якому биток (куля, по якій завдано удару) здійснює послідовне зіткнення з двома прицільними кулями.

## Інвентар
- Стіл;
- Сукно;
- Кулі;
- Киї.

## Різновиди
- Однобортний. Мета гри — набрати певну кількість очок раніше за суперника. За результативний удар нараховується одне очко.

- Трибортний. Мета гри — набрати певну кількість очок раніше за суперника. За результативний удар нараховується одне очко, але правила зарахування очок інші.

- Відкрита партія.

- Кадре 47/1.

- Кадре 74/2.

- Карамболь з фішками

- Артистичний карамболь